# اوا سروا
اِوا سِـروا (لهستانی: Ewa Serwa؛ زادهٔ ۷ اکتبر ۱۹۵۶) بازیگر اهل لهستان است.
از فیلم‌ها یا مجموعه‌های تلویزیونی که وی در آن‌ها نقش داشته‌است، می‌توان به خویشاوندان سببی،رانندگان جایگزین، کشیشان، قانون حقیقی و در خیابان سپولنی اشاره نمود.